# 朱繼生
朱繼生（Joe Chu Kai-Sang），香港電影界人士，做許多電影的演員、動作設計、動作指導、導演。
1980年代在新藝城影業公司與林嶺東導演合作了頗有影響的《龍虎風雲》（動作指導）、《監獄風雲》（與劉家榮合作動作指導）、《學校風雲》（動作設計、動作指導，與李惠民合作執行導演）。

## 外部連結
- 朱繼生在互联网电影资料库（IMDb）上的資料（英文）（英文）
- 在AllMovie上朱繼生的頁面（英文）
- 朱繼生在香港影庫上的簡介
- 朱繼生在时光网上的簡介（简体中文）